# Борьба на Маккабиаде 2013
Соревнования по борьбе на Маккабиаде 2013 проходили с 21 по 22 июля. Были разыграны 14 комплектов наград. Соревнования проходили в городе Ашдод. Возрастная группа 18+.

## Медали

### Общий зачёт
(Жирным выделено самое большое количество медалей в своей категории; принимающая страна также выделена)
| Общее количество медалей |         |        |         |        |       |
| Место                    | Страна  | Золото | Серебро | Бронза | Всего |
| 1                        | Израиль | 6      | 9       | 15     | 30    |
| 2                        | Россия  | 4      | 3       | 5      | 7     |
| 3                        | США     | 3      | 2       | 8      | 5     |
| 4                        | Венгрия | 1      | 0       | 0      | 1     |

## Результаты соревнований

### Греко-римская борьба
| Дисциплина | Золото                   | Серебро                          | Бронза                   |
| До 55 кг   | США Энгель Нете          | Израиль Карен Нигосян            | Израиль Михаель Бондер   |
| До 55 кг   | США Энгель Нете          | Израиль Карен Нигосян            | Израиль Борис Муравицкий |
| До 60 кг   | Израиль Илья Царюк       | Россия Александр Зелёнов         | Израиль Маман Алиев      |
| До 60 кг   | Израиль Илья Царюк       | Россия Александр Зелёнов         | Израиль Игорь Ройтман    |
| До 66 кг   | Венгрия Фекете Тибор     | Израиль Рувен Зимкинд            | США Захария Тененбаум    |
| До 66 кг   | Венгрия Фекете Тибор     | Израиль Рувен Зимкинд            | Израиль Даниель Сапир    |
| До 74 кг   | Россия Денис Левин       | Россия Вадим Новиков             | Израиль Зимкинд Бар-Эль  |
| До 74 кг   | Россия Денис Левин       | Россия Вадим Новиков             | США Райан Харрис         |
| До 84 кг   | Россия Михаил Альховский | Израиль Офир Бернштейн           | Израиль Пинхас Тевелев   |
| До 84 кг   | Россия Михаил Альховский | Израиль Офир Бернштейн           | Израиль Ави Йохананов    |
| До 96 кг   | Израиль Роберт Аванесян  | Израиль Александр Кутлер-Орманов | Израиль Наор Гурилашвили |
| До 96 кг   | Израиль Роберт Аванесян  | Израиль Александр Кутлер-Орманов | США Якоб Беркович        |
| До 120 кг  | Россия Борис Вайнштейн   | Россия Леонид Позняк             | Россия Дмитрий Смоляков  |
| До 120 кг  | Россия Борис Вайнштейн   | Россия Леонид Позняк             | США Ланден Блекбёрн      |

### Вольная борьба
| Дисциплина | Золото                 | Серебро                  | Бронза                   |
| До 55 кг   | США Энгель Нете        | Израиль Мураз Джафаров   | Израиль Михаель Бондер   |
| До 55 кг   | США Энгель Нете        | Израиль Мураз Джафаров   | Израиль Кирил Катсюба    |
| До 60 кг   | США Самуэль Гросс      | Израиль Владислав Грицко | Россия Александр Зелёнов |
| До 60 кг   | США Самуэль Гросс      | Израиль Владислав Грицко | Израиль Ярослав Гольдман |
| До 66 кг   | Израиль Игорь Гертнер  | США Джордан Липп         | Израиль Хет Элиягу       |
| До 66 кг   | Израиль Игорь Гертнер  | США Джордан Липп         | США Захария Тененбаум    |
| До 74 кг   | Израиль Юрий Поляк     | Израиль Рахамим Ханох    | Израиль Даниель Кровлин  |
| До 74 кг   | Израиль Юрий Поляк     | Израиль Рахамим Ханох    | США Райан Харрис         |
| До 84 кг   | Израиль Офир Бернштейн | Израиль Цоцелашвили      | Израиль Давид Радченко   |
| До 84 кг   | Израиль Офир Бернштейн | Израиль Цоцелашвили      | Россия Михаил Альховский |
| До 96 кг   | Израиль Раз Томер      | США Бенджамин Краковер   | США Якоб Беркович        |
| До 96 кг   | Израиль Раз Томер      | США Бенджамин Краковер   | Россия Сергей Кушин      |
| До 120 кг  | Россия Остап Посенок   | Израиль Михаель Ризман   | США Ланден Блекбёрн      |
| До 120 кг  | Россия Остап Посенок   | Израиль Михаель Ризман   | Россия Леонид Позняк     |